# Smalkägelbi
Smalkägelbi (Coelioxys inermis) är en biart som först beskrevs av Kirby 1802.  Smalkägelbi ingår i släktet kägelbin och familjen buksamlarbin. Inga underarter finns listade.

## Beskrivning
Huvud och mellankropp är övervägande svarta; munskölden (clypeus) har dock beige beåring, kort hos honan, lång hos hanen. Bakkroppen är svart med ljusa band på bakkanterna av tergiterna. De ljusa banden på tergiterna 2 till 4 är tydligt avsmalnande (eller helt avbrutna) på mitten hos honan, hos hanen gäller detta endast för den främsta tergiten. Hanen har dessutom avlånga urgröpningar på sidorna av tergit 4. Likt alla kägelbin smalnar honans bakkropp av i en lång spets, medan hanen har flera taggar på bakkroppsspetsen. Honan kan bli 9 till 10 mm lång, hanen 8 till 10 mm. Arten är svår att skilja från andra kägelbin.

## Ekologi
Smalkägelbiets larv lever som kleptoparasit i bon hos tapetserarbina smultrontapetserarbi, stort tapetserarbi, rosentapetserarbi, havstapetserarbi, Megachile maritima, ängstapetserarbi, rallarbi, eventuellt trätapetserarbi samt gnagbiet Hoplitis papaveris. Larven lever av födan som är avsedd för värdlarven, efter det att den dödat denna, eventuellt redan som ägg.
Habitaten följer värdarterna, som skogsbryn och kalhyggen, parker, trädgårdar, åkrar, betesmarker, gräsmarker, våtmarker och buskage. Arten flyger från april till september (ibland till början av oktober), även om flygtiden i Norden är mera begränsad, från juni till augusti. Arten hämtar nektar hos flera olika blommande växter (något pollensamlande förekommer inte; det är bara larverna som lever av sådan föda) som ärtväxter och kaprifolväxter men även kransblommiga växter (backtimjan), dunörtsväxter (mjölke) och väddväxter (ängsvädd).

## Utbredning
Arten lever i Europa med undantag för längst i norr och sydöst (den finns dock i Grekland) samt i västra Turkiet och i Marocko och Algeriet i Nordafrika. I öster når den Kaukasus och Sibirien.
I Sverige förekommer smalkägelbiet från Götaland och Svealand samt i Norrland längs kusten upp till Norrbotten.
I Finland finns arten från Åland och sydkusten norrut till Mellersta Finland och Norra Savolax med enstaka fynd i Norra Österbotten.

## Status
Arten är inte rödlistad utan klassificerad som livskraftig (LC) både globalt, i Sverige och Finland.